# Vitalij Goldanskij
Vitalij Iosifovitj Goldanskij (ryska: Виталий Иосифович Гольданский), född 18 juni 1923 i Vitebsk, Sovjetunionen, död 14 januari 2001 i Moskva, var en rysk kärnfysiker, som var professor i kemisk fysik och chef för NN Semenovs institut för kemisk fysik vid Ryska vetenskapsakademien. Han invaldes 1992 som utländsk ledamot av svenska Kungliga Vetenskapsakademien.

## Biografi
Goldanskij växte upp i Leningrad, där han började sina studier, men avbrutna av belägringen under andra världskriget, där han var soldat. Under kriget fortsatte han sina studier i Kazan och Moskva och efter kriget studerade han vid Semyonovinstitutet, där han doktorerade 1947 (om kemisk katalys). Från 1952 till 1961 arbetade han vid Lebedevinstitutet som samarbetspartner till Vladimir Iosifovich Veksler. Därefter var han återigen vid Semyonov Institute of Chemical Physics, där han blev laboratoriechef, 1974 avdelningschef och från 1988 till 1994 direktör. Han undervisade också vid Moskva Institute of Physics and Technology (MIPT) som professor och vid Lomonosov-universitetet. 

## Vetenskapligt arbete
Goldanskij arbetade inledningsvis med fysikalisk kemi och kemi vid höga temperaturer och kärnkemi, senare vände han sig till experimentell elementarpartikelfysik vid acceleratorn i Dubna och experimentell kärnfysik. Han behandlade också kemiska reaktioner vid mycket låga temperaturer (där tunneleffekter blir signifikanta) och kemi av positroner. Slutligen behandlade han livets framväxt och orsakerna till kiralitet i biologin.
År 1960 förutspådde han ett nukleärt sönderfall med två proton- eller neutronemissioner, vilket bekräftades experimentellt 2002. Han förutspådde också 1967 tillsammans med Larkin en nukleär Josephson-effekt (överföring av ett Cooper-par nukleoner mellan supraflytande kärnor i kärnreaktioner), vilket också senare bekräftades experimentellt.
Han bestämde protonernas elektriska polariserbarhet (1960) och studerade fotoproduktionen av pioner och Tjerenkovstrålning från skurar av kosmisk höghöjdsstrålning i atmosfären. År 1964 upptäckte han möjligheten till polymerisation med chockvågor.

## Utmärkelser och hedersbetygelser
- För försvaret av Leningrad,  1942
- Medalj ”För segern över Tyskland i det Stora Fäderneslandskriget 1941-1945”,  1945
- Medalj "för tapperhet i arbetet",  1952
- Arbetets Röda Fanas orden,  1967
- Arbetets Röda Fanas orden,  1973
- Oktoberrevolutionsorden,  1975
- D. I. Mendelejevs guldmedalj,  1975
- Leninpriset,  1980
- Centenary Prize från Royal Society of Chemistry,  1991
- Centenary Prize från Royal Society of Chemistry,  1991
- Ryska fäderneslandets förtjänstorden av 4:e graden,  1995
- N. N . Semjonovs guldmedalj,  1996
- Ryska federationens statspris,  2000
- Hedersmärke-orden
- Leninorden
- Jubileumsmedalj ”För firandet av 100-årsdagen av Vladimir Lenins födelse”
- Medlem av American Physical Society

[Redigera Wikidata]
Goldanskij var ordförande för den ryska Pugwash-kommittén från 1987 till 2001. Från 1984 till 1987 var han vice ordförande för International Union of Pure and Applied Physics (IUPAP).